# JR東海名古屋地区各線の運行形態
- 東海道本線浜松駅 - 米原駅間・大垣駅 - 美濃赤坂駅間については東海道線 (名古屋地区)を参照
- 中央本線中津川駅 - 名古屋駅間については中央線 (名古屋地区)を参照
- 関西本線名古屋駅 - 亀山駅間については関西線 (名古屋地区)を参照